# Piratas Jóvenes

Logo.

Piratas Jóvenes (Junge Piraten o JuPis en alemán) es la organización juvenil del Partido Pirata de Alemania (Piratenpartei Deutschland). La organización fue fundada en Wiesbaden el 18 de abril de 2009, cuando la primera junta directiva fue elegida. Desde entonces la junta directiva es elegida cada año por los miembros presentes en la reunión federal de miembros. En la primera reunión federal de miembros en 2009 la construcción de la junta directiva fue cambiada. Desde entonces esto ha incluido a siete miembros de consejo, el líder y su diputado, el secretario general, el tesorero así como tres asesores.
Las organizaciones regionales existen en Berlín, Baja Sajonia, Hesse y Renania del Norte-Westfalia. El ingreso al partido de madre no es necesario. Allí no existe ninguna edad mínima para un ingreso, pero una edad restrictiva de 27 años. Este límite no es válido para miembros honorarios.